# Contoval

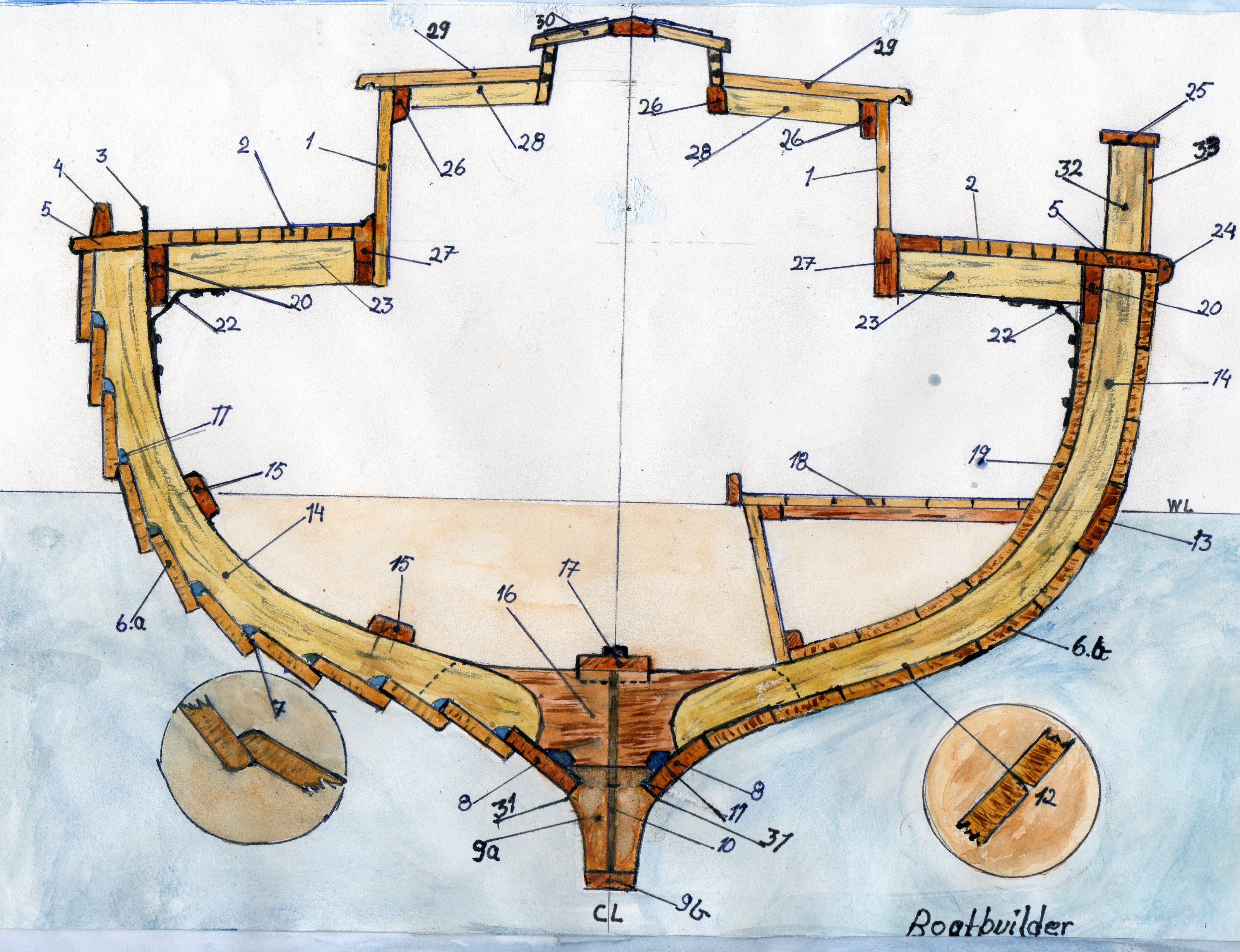
Fig.1: Contoval (19) i cinta (13)

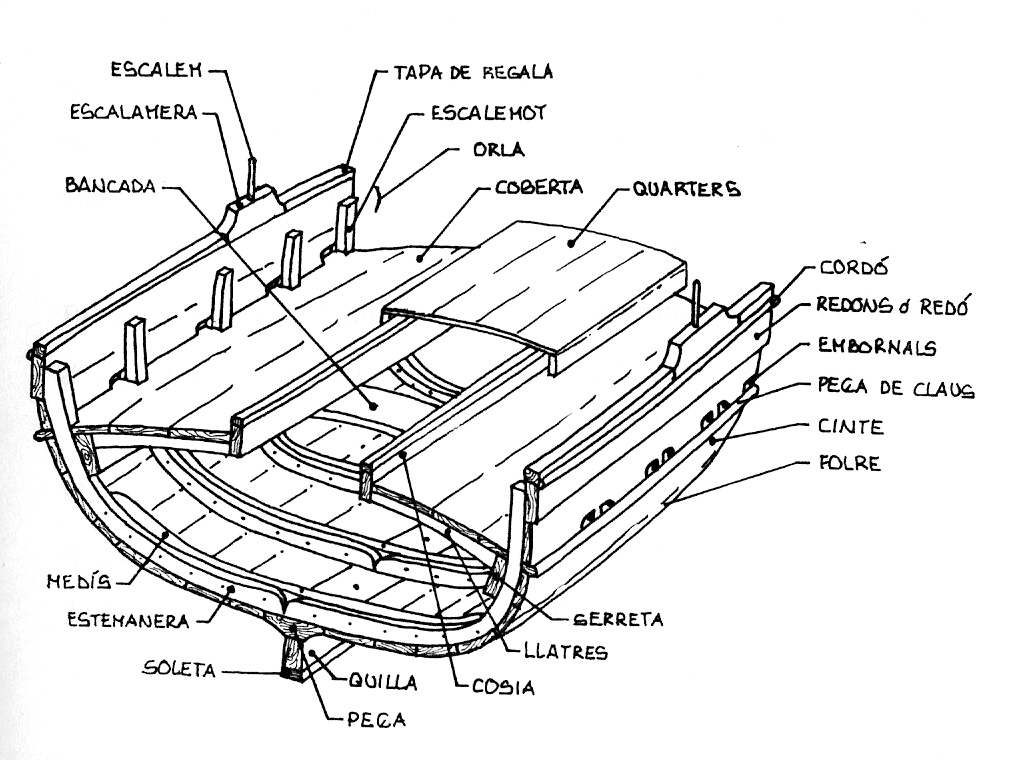
Fig.2: Parts del buc en la construcció tradicional de fusta, amb costellam i folre.

El contoval o contubal (contumbal a les Balears) és una peça de fusta (n'hi ha dues en cada barca o bastiment; una a cada banda) - o un conjunt de peces ajustades- que reforça i sobresurt del folre del buc. En una barca de rems quedava a la mateixa alçària que els bancs dels remers.
La funció principal del contoval és de reforç del folre. Per la part interior servia de suport dels bancs de remar.
- Alguns diccionaris moderns reserven el terme “contoval” per a la peça interior. La peça exterior corresponent (i a la mateixa alçària) s'anomena “cinta”.[2]

- Figura 1 : La figura 1 resumeix molts dels elements de la construcció naval de fusta. La part esquerra representa la construcció tinglada (típica de les costes del Nord). La part dreta la construcció amb llates per testa (típica del Mediterrani).
  - Les peces 13 i 19 són les que interessen: La 13 representa la cinta i la 19 el contoval. Vegeu el nivell de l'aigua amb relació a la cinta i el contoval. Antigament (Vegeu Crescentio i Pantera més avall) hi havia un contoval interior i un contoval exterior, a més de la cinta. Sempre considerant una sola banda del vaixell.

- Figura 2 : Aquesta figura representa molt bé algunes peces de la construcció tradicional. La cinta està indicada però és molt prima i està més amunt de la posició que devia tenir en època medieval. És impensable que deixessin carregar les barques amb l'aigua tan a prop dels embornals.

## Documents

### Ordinacions de Barcelona, per Jaume I (1258)
- Transcripció d'Antoni de Capmany

V. Item : Ordinamus quòd aliqua barcha de viagio non carriget, nec mittat aliquas merces de vivo en sus, & si carricabit de mercibus de penso non audeat carricare nisi quousque ad mediam tabulam de contoval & quòd dominus ipsius barchae ducat ipsam barcham amarinatam & apparatum, sicut erit comprehensum inter ipsum dominum & mercatores de quibus erunt ipsae merces; & si dicti mercatores timebunt se pignorari in aliquo loco, dominus ipsius barchae non intret neque se divertat cum dicta barcha in dicto loco suspecto pignorandi sine voluntate dictorum mercatorum. Praeterea unaquaeque barcha teneatur defferre duas ballistas cum suis apparamentis, & centum tractas & duos clypeos ; & quilibet marinarius teneatur defferre unam lanceam, & unum ensem, vel penatum. Et si praedicti domini barcharum praedicta infringerint, sustineant poenam decem solidorum.
- Traducció al castellà d'Antoni de Capmany

Mandamos: que ninguna barca de viage cargue ni meta mercaderías algunas más arriba del vivo: y si cargare géneros de peso, no pueda cargar sino hasta la tabla media de cantoval y que su patrón lleve el buque marinado y aparejado, conforme á lo convenido entre él y los mercaderes cuyos fueren los generos. Y si dichos mercaderes temiesen embargo en algun lugar, el patron de la barca no entrará alli; ni se entretendrá con ella en el referido parage sospechoso de embargo, sin voluntad de dichos mercaderes. Además, cada barca deberá llevar dos ballestas con sus aparejos, cien dardos,y dos paveses, y cada marinero una lanza y una espada ó sable. Y si los dichos patrones de barcas quebrantaren
las referidas cosas, sufrirán la multa de diez sueldos.

### “Nautica mediterranea” de Bartolommeo Crescentio (1607)
- Fragment:

Sopra le Cente si mettono i Contovali (altri dicon Pontovali) questi non vanno dentati ; ma della grosseza ò più delle Quairate : vanno ben dentati i contra Contovali di dentro, e asserrano e consiccano nel mezzo loro le Matère, si come fanno le Quairate, e contra Quairate.
Vanno detti Contovali al luogo delle Sartie dell'Albero maestro trapanati da sette perni per banda. De quali sei tengono le catene delle Sartie di detto Albero, e altro la catena de gli Anchi. Passano detti Perni il contra Pontovali di dentro, ove si raffermano con una chiavetta per uno. (pàg. 29-30).

### Pantero Pantera
- 1641. L'armata navale, del capitan Pantero Pantera.
  - Pontuali sono trauicelli vicini alle late, nei quali si conficcano i perni, che tengono le catene delle sarte, e delle anchine, e i pontuali sono de dentro e di fuori della galea ...[6]

### "Glossaire nàutique" i "Archéologie navale" d'Augustin Jal
- Referències:[7][8]
- Resum: CONTOVAL, bas lat., cat.anc.; CONTOVALE, ital.anc. s.m.
- Transcriu les Ordinacions de Barcelona, del rei Jaume I (1258)
- Ordinacions de Gènova.[9]

## Importància històrica del contoval

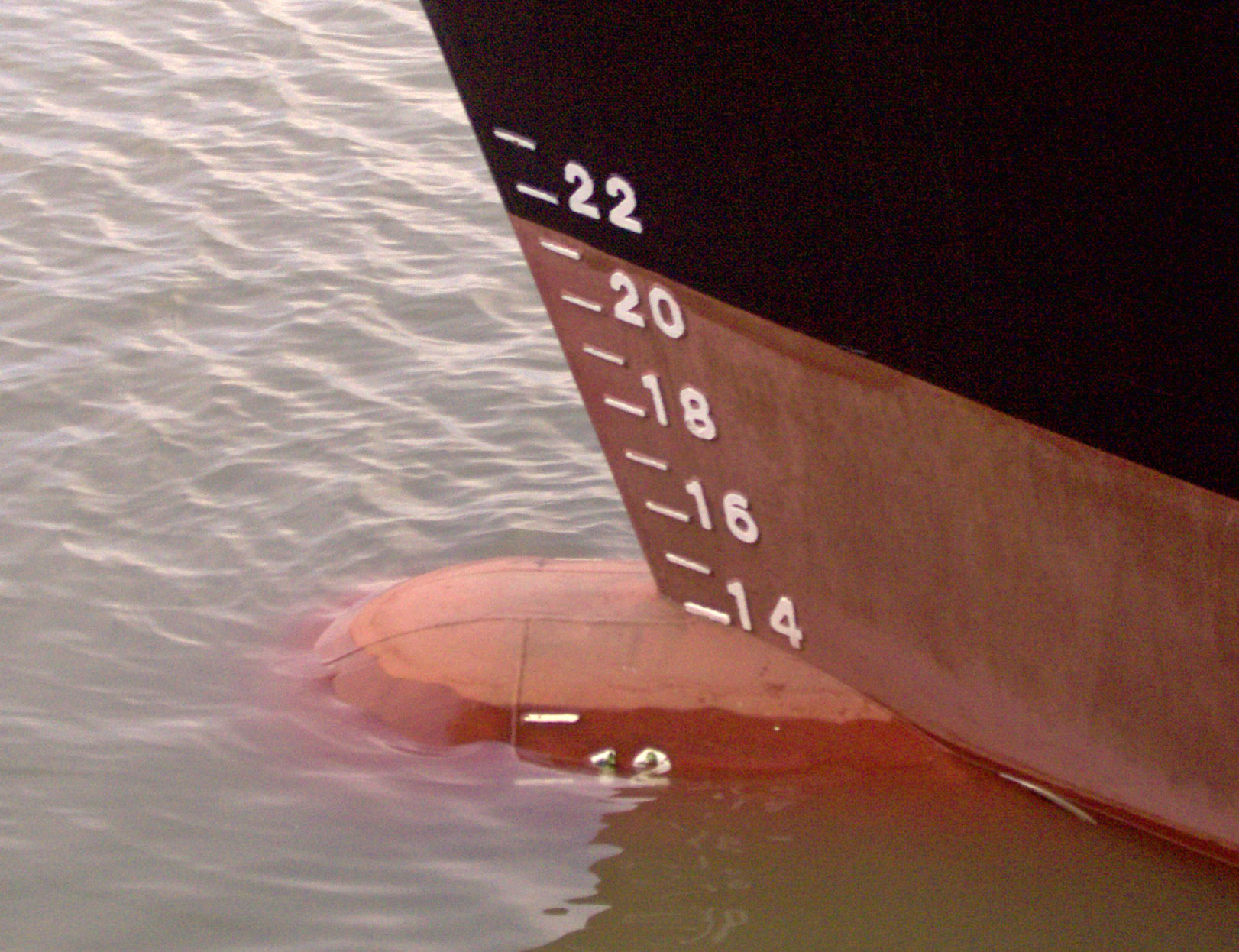
Escala del calat d'un vaixell

La seguretat dels vaixells exigeix, entre altres particulars, que la línia de flotació no ultrapassi una determinada marca. Els vaixells moderns s'adapten a la marca Plimsoll, així denominada pel seu introductor.
En època medieval, segons les Ordinacions de 1258, les naus de Barcelona només podien carregar-se fins a mitja llata de contoval. Es tracta d'una de les restriccions més antigues documentades en el sentit de limitar la càrrega per raons de seguretat.

## Pintura
Hi ha indicis (no documentats) de que, per costum o per obligació, a proa i a popa del vaixell es pintaven unes bandes blanques per a palesar el límit de càrrega. Els indicis són que a Venècia anomenen aquestes ratlles blanques pintades a proa i popa a cada banda, ratlles “catelàne”.